# Aisling D'Hooghe
Aisling D'Hooghe (Ukkel, 25 augustus 1994) is een Belgisch hockeyspeelster. 

## Levensloop
Ze speelt voor Waterloo Ducks als doelvrouw. Met de Belgische vrouwenhockeyploeg nam ze deel aan de Olympische Zomerspelen 2012. 
D'Hooghe won de Gouden Stick 2011 bij de beloften meisjes. Ze behaalde haar diploma secundair onderwijs via de examencommissie en ging fysiotherapie studeren. In juni 2017 maakte ze bekend al sinds jonge leeftijd aan multiple sclerose (MS) te lijden.
Op 24 augustus 2017, tijdens de gewonnen EC-halve finale tegen Duitsland, speelde ze haar 150e wedstrijd voor de Red Panthers.
D'Hooghe stond tijdens de gemeenteraadsverkiezingen in oktober 2018 op de derde plaats van de MR-lijst in haar gemeente Waterloo. Sinds 1 januari 2019 is ze er schepen van onder meer preventie en gezondheid.